# Volunteer Lookout Cabin
 (juillet 2021).
La Volunteer Lookout Cabin est une cabane américaine dans le comté de Coconino, en Arizona. Située au pied d'une tour de guet du camp Navajo, cette cabane en bois a été construite en 1939. Elle est inscrite au Registre national des lieux historiques depuis le 28 janvier 1988.